# Verónica Orozco
Verónica Orozco Aristizábal (Bogotá, 8 de junio de 1979) es una actriz y cantante colombiana conocida por protagonizar la exitosa serie colombiana A corazón abierto.

## Primeros años de vida
Es la tercera hija de Carmenza Aristizábal y Luis Fernando Orozco. Se casó con Martín de Francisco en 2007 y al no funcionar su matrimonio, se divorció. En 2011 conoció a Juan Sebastián Restrepo con el cual tuvo una hija el 3 de junio de 2012, Violeta Restrepo Orozco.

## Vida artística
Desde muy temprana edad comenzó a aparecer en la televisión de Colombia en el programa infantil Oki Doki y con papeles protagónicos en producciones como Dejémonos de Vainas, Isabel me la veló, La lectora y Alicia en el país de las maravillas, razón por la cual goza de popularidad en su patria. También interpretó el papel de Dayana en la película Soñar no cuesta nada dirigida por el director Rodrigo Triana. La película se convirtió en el filme colombiano más taquillero de 2006. En 2010 protagonizó la exitosa telenovela de drama médico colombiana, A corazón abierto. Actuó en la película colombiana, San Andresito y en el 2015 protagonizó la serie de RCN Anónima.

### Incursión en la música
En 2006 Verónica decidió lanzarse al mercado musical colombiano con su sencillo Las bragas, canción que causó polémica en la opinión pública, debido a su letra, en donde la protagonista de la canción refleja inclinaciones lésbicas.

Que no te llenes de miedo si me quito la máscara, si de repente una noche me levanto a tu hermana y le quito las bragas, y amanece en mi cama, con la boca pintada, toda desarreglada, y le doy tres nalgadas.
coro del sencillo Las bragas

Verónica escogió a la banda de rock Sicotrópico para que fuera su banda de giras y presentaciones en vivo para promocionar su álbum por todo el país.
En 2016, después de diez años de su primer álbum, lanzó el sencillo ¿Dónde está mi varón?

## Filmografía

### Televisión
| Año            | Título                                   | Personaje                                            | Notas          | Canal              |
| -------------- | ---------------------------------------- | ---------------------------------------------------- | -------------- | ------------------ |
| 1992           | Oki doki                                 | Vainilla                                             | Protagonista   | Canal RCN          |
| 1994           | Dejémonos de vainas                      | Daisy "LadiDi" Villegas                              | Reparto        | Canal A            |
| 1996-1998      | Prisioneros del amor                     | Teresa                                               | Reparto        | Caracol Televisión |
| 1998-1999      | La madre                                 | Lucía Suárez                                         | Reparto        | Canal RCN          |
| 1999-2000      | Francisco el Matemático                  | Magdalena Rivera                                     | Coprotagonista | Canal RCN          |
| 2000-2001      | Alicia en el país de las mercancías      | Alicia Cardona                                       | Protagonista   | Canal RCN          |
| 2001-2002      | Isabel me la veló                        | Isabel Vargas                                        | Protagonista   | Canal RCN          |
| 2002-2003      | La lectora                               | Laura Cervantes                                      | Protagonista   | Canal RCN          |
| 2004-2005      | Las noches de Luciana                    | María Catalina Katia Lopera                          | Antagonista    | Canal RCN          |
| 2007           | Mujeres asesinas                         | Marta                                                | Reparto        | Canal RCN          |
| 2008-2009      | Los protegidos                           | Lina Santana                                         | Protagonista   | Canal RCN          |
| 2010-2011      | A corazón abierto                        | Dra. María Alejandra Rivas Cavalier                  | Protagonista   | Canal RCN          |
| 2011           | Mujeres asesinas                         | Rosa, la soltera                                     | Protagonista   | Canal RCN          |
| 2015-2016      | Anónima                                  | Victoria Cuartas / Ángela Valera / Carolina Guerrero | Protagonista   | Canal RCN          |
| 2016           | Bloque de búsqueda                       | Mónica María Barrera / Ana María Velandia de Gavilán | Protagonista   | Canal RCN          |
| 2017-2018      | Hermanos y hermanas                      | Catalina Soto                                        | Protagonista   | Canal RCN          |
| 2019           | La gloria de Lucho                       | Gloria Vargas                                        | Protagonista   | Caracol Televisión |
| 2019           | Siempre bruja                            | Ninibé                                               | Reparto        | Netflix            |
| 2020           | Verdad oculta                            | Coronel Diana Manrique                               | Protagonista   | Canal RCN          |
| 2022           | A grito herido                           | Karla                                                | Protagonista   | Prime Video        |
| 2023- presente | La primera vez                           | Ana Larrarte de Granados                             | Reparto        | Netflix            |
| 2024           | Arelys Henao, aún queda mucho por cantar | Luz Arelys Henao Ruiz "Arelys Henao"                 | Protagonista   | Caracol Televisión |

## Cine
| Año  | Título               | Personaje    | Notas                                 |
| ---- | -------------------- | ------------ | ------------------------------------- |
| 2001 | Bogotá 2016          | Verónica     | Verónica, segmento «La Venus virtual» |
| 2006 | Soñar no cuesta nada | Dayana       |                                       |
| 2006 | Bluff                | Rosmery      | Rosmery, la muerta                    |
| 2012 | Sanandresito         | Fanny Correa |                                       |
| 2017 | El Caso Watson       | Ángela Rojas | Fiscal                                |
| 2018 | El Reality           | Constanza    |                                       |

## Teatro
| Año       | Título                      | Personaje     | Dirección       | Teatro                      |
| --------- | --------------------------- | ------------- | --------------- | --------------------------- |
| 2000      | La Siempreviva              | Julieta Marín |                 | Teatro El Local             |
| 2002-2003 | Feliz Nuevo Siglo Dr. Freud | Dora          |                 | Teatro Nacional             |
| 2013      | Mentiras                    | Lupita        |                 | Teatro La Castellana        |
| 2016      | Toc Toc                     |               |                 | Teatro Libre                |
| 2017-2018 | Mujeres a la plancha        | Ella misma    |                 | Teatro La Castellana        |
| 2018      | Nerium Park                 |               | Corina Fiorillo | Teatro Nacional Fanny Mikey |

## Discografía

### Álbumes
- 2006: Verónica Orozco (Capitol Records/EMI Colombia)

| Edición estándar |                  |          |  |
| N.º              | Título           | Duración |  |
| 1.               | «Loca»           | 4:01     |  |
| 2.               | «Cuchi, cuchi»   | 3:55     |  |
| 3.               | «Miénteme»       | 3:26     |  |
| 4.               | «Las Bragas»     | 4:04     |  |
| 5.               | «Perdóname»      | 4:05     |  |
| 6.               | «Pienso en ti»   | 4:08     |  |
| 7.               | «Descarada»      | 3:09     |  |
| 8.               | «Pasión asesina» | 4:00     |  |
| 9.               | «El perfume»     | 3:53     |  |
| 10.              | «Estar contigo»  | 4:00     |  |

### Sencillos
- Las bragas (2006)
- Miénteme (2007)
- Descarada (2007)
- ¿Dónde está mi varón? (2016)
- Mala (2020)